# 混和增密
混和增密(英語:Cabbeling)，是海水運動所造成的現象。當兩不同溫度、鹽度但密度相近的水體充份混合後，混合水之溫度、鹽度將為二者之平均，但密度則會增大，進而導致新的水體下沉。

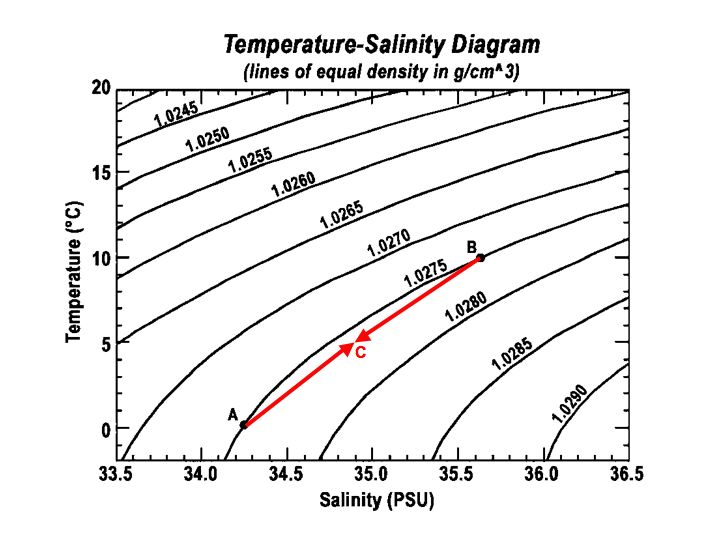
在溫鹽密圖上，原先的兩水體A，B混和後的新水體C溫鹽值為AB兩者的平均。

除此之外，因為純水在4 °C (39 °F)的時候密度最高，所以在淡水的環境下也有可能發生混和增密作用。例如2 °C的水與 6 °C 的水充分混和後，新的水就會是4 °C，使其下沉。實際上，當浮在水上的冰融化後，所融出的低溫水便會與下方的水發生混和增密作用而下沉。